# 高松市内の通り

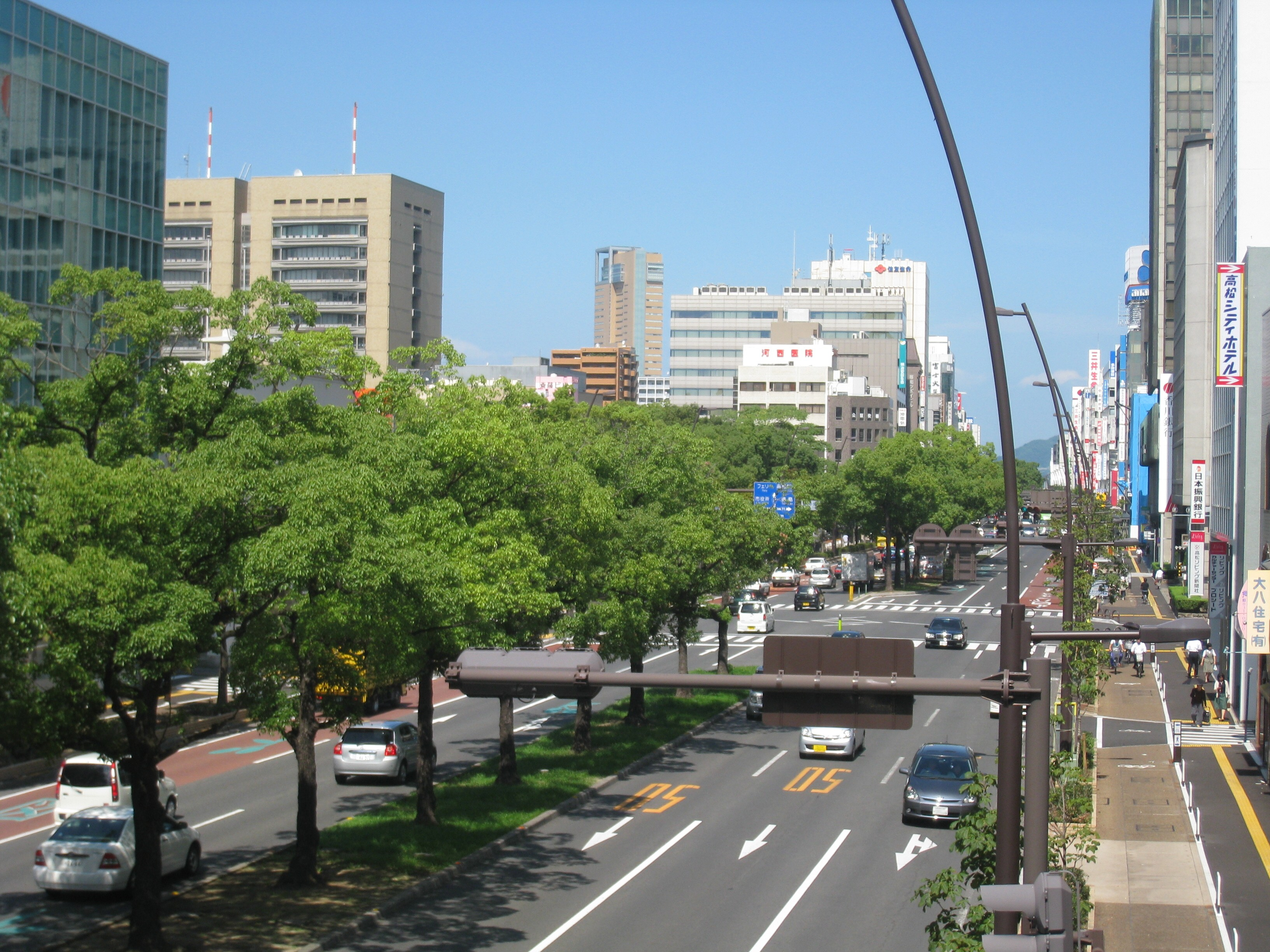
中央通り

高松市内の通り（たかまつしないのとおり）は、香川県高松市内の愛称もしくは通称が付けられた通りの一覧である。

## 都心部
| 名称                 | 方向 | 起点         | 終点         | 道路路線名                                         | 制定年月日     |
| -------------------- | ---- | ------------ | ------------ | -------------------------------------------------- | -------------- |
| 中央通り             | 南北 | 寿町一丁目   | 栗林町一丁目 | 国道30号・国道11号                                 |                |
| 水城通り             | 東西 | 北浜町       | 寿町一丁目   | 国道30号                                           | 1988年1月28日  |
| 観光通り             | 東西 | 中新町       | 上福岡町     | 県道155号牟礼中新線 （県道43号中徳三谷高松線重複） |                |
| 百舌坂               | 南北 | 宮脇町二丁目 | 宮脇町二丁目 | 県道172号川東高松線                                |                |
| 県庁前通り           | 南北 | 錦町一丁目   | 天神前       | 県道173号高松停車場栗林公園線                      | 1988年1月28日  |
| 栗林公園きたもん通り | 南北 | 天神前       | 中野町       | 県道173号高松停車場栗林公園線                      | 2010年11月23日 |
| 瀬戸大橋通り         | 東西 | 茜町         | 屋島西町     | 市道高松海岸線                                     | 1988年1月28日  |
| 菊池寛通り           | 東西 | 番町四丁目   | 瓦町二丁目   | 市道天神前瓦町線                                   | 1988年1月28日  |
| 美術館通り           | 東西 | 番町一丁目   | 今新町       | 市道二番町築地線                                   | 1988年1月28日  |
| フェリー通り         | 南北 | 北浜町       | 常磐町二丁目 | 市道魚屋町栗林線                                   | 1988年1月28日  |
| 大学通り             | 南北 | 錦町二丁目   | 宮脇町一丁目 | 市道浜ノ町宮脇線                                   | 1988年1月28日  |
| 八幡通り             | 東西 | 宮脇町一丁目 | 中央町       | 市道馬場田町線                                     | 1988年1月28日  |

## 郊外
| 名称               | 方向 | 起点          | 終点         | 道路路線名                                 | 制定年月日     |
| ------------------ | ---- | ------------- | ------------ | ------------------------------------------ | -------------- |
| さぬき夢街道       | 東西 | 三木町池戸    | 檀紙町       | 国道11号                                   | 2004年2月12日  |
| 空港通り           | 南北 | 上天神町      | 香南町岡     | 国道193号                                  |                |
| さぬき東街道       | 南北 | 春日町        | 東かがわ市   | 県道10号高松長尾大内線                     |                |
| さぬき浜街道       | 東西 | 茜町/屋島西町 | 観音寺市     | 県道16号高松王越坂出線別線など             |                |
| 百福通り           | 南北 | 国分寺町新居  | 国分寺町福家 | 県道39号国分寺中通線 県道179号端岡停車場線 |                |
| サンシャイン通り   | 東西 | 林町          | 林町         | 県道147号太田上町志度線                    | 2007年12月28日 |
| レインボーロード   | 南北 | 松縄町        | 伏石町       | 市道上福岡多肥下町線                       |                |
| サン・フラワー通り | 南北 | 今里町        | 多肥下町     | 市道朝日町仏生山線                         | 2001年3月29日  |
| パークロード       | 東西 | 今里町        | 松縄町       | 市道花ノ宮木太線                           | 2007年7月8日   |
| 高根通り           | 南北 | 香南町吉光    | 香南町岡     | 市道吉光高根線                             |                |
| ガソリン道         | 南北 | 香川町浅野    | 香川町浅野   | 市道中間線                                 |                |
| 香川用水通り       | 東西 | 香川町浅野    | 香川町大野   | 市道香川用水東西線                         |                |
| ふれあい通り       | 東西 | 香川町浅野    | 香川町浅野   | 市道八王子線                               |                |

## 街道名
以下の街道名は公募や行政により決定されたものではなく、古くから自然発生的に使用されていた道路名であり、長尾街道、塩江街道、丸亀街道などを除いて道路標識も設置されていない。しかし、多くは地元住民などに定着しており日常的に使用されている。
特に高松藩が整備した讃岐五街道は都市間交通の重要な幹線道路であるため、時代が下り自動車交通がメインとなるとバイパスが建設され、更に時代が下るとバイパスのバイパスが建設されるなどしてルートが変動しているため、どのルートが街道名であるかの定義は一意ではない。更に、もともと高松城常磐橋を中心として整備された街道であるため、郊外化が進み交通の中心が郊外へ移ると、特に高松市内では交通の流れが本来の街道沿とは異なっている。そのため、必要に応じて最も古くから存在するルートを旧○○街道と呼んだり、最も新しいルートを新○○街道と呼んだりする。
以下の太字は五街道。ただし、仏生山街道については現在では太田地区で塩江街道から分岐して仏生山へ向かう香川県道166号岩崎高松線の部分のみを指すが、江戸時代は常磐橋から現在の塩江街道と呼ばれる部分を含め仏生山まで向かうルートを指していた。
- 琴平街道（金毘羅五街道の一つと同一の街道） - 香川県道266号勅使室新線・香川県道282号高松琴平線
- 丸亀街道 - 香川県道33号高松善通寺線
  - 旧丸亀街道 - 香川県道175号衣掛郷東線など
- 志度街道 - 国道11号高松北バイパス部分
- 長尾街道 - 香川県道10号高松長尾大内線旧道など
- 仏生山街道 - 香川県道166号岩崎高松線
- 塩江街道 - 香川県道280号高松香川線
- 伏石街道 - 香川県道43号中徳三谷高松線別線2
- 川島街道 - 香川県道12号三木国分寺線
- 新田街道 - 香川県道30号塩江屋島西線
- 由佐街道 - 香川県道44号円座香南線本線
- 鹿角街道 - 香川県道172号川東高松線
- 大野街道 - 香川県道172号川東高松線
- 赤坂街道 - 香川県道166号岩崎高松線

## その他通称
以下は道路標識は設置されていないものの、通称や商店街の名称などで使用されている。
- 産業道路 - 香川県道176号檀紙鶴市線、香川県道175号衣掛郷東線
- 三越通り - 香川県道159号高松港線
- 栗林本通り - 市道丸亀町栗林線
- 香西中央通り - 臨港道路香西東本線
- 香西本町通り
- 本町通り - 香川県道166号岩崎高松線
- ライオン通り - 市道片原町古馬場線
- 旧空港通り - 市道木太林線（かつては香川県道15号高松空港線→香川県道43号中徳三谷高松線）
- さぬき新道（中讃大規模農道・東讃大規模農道） - 香川県道13号三木綾川線